# Nitroetan
Nitroetan je brezbarvna oljnata tekočina s prijetnim vonjem. Zelo je neugodna, ker so njeni hlapi strupeni in težji od zraka, zato se zadržujejo pri tleh. Nitroetanol je lahko vnetljiva tekočina s plameniščem 28 °C in vžigalno temperaturo 410 °C. Eksplozijsko območje (SME) je že od 3,4%
Nitroetan se uporablja za topila in kot dodatek pogonskim gorivom, ker deluje oktansko. Uporabljajo ga tudi kot pogonsko gorivo v modelarstvu.
Snov je zelo nevarna, eksplozivna, dražilna in nevarna za zdravje človeka in življenje živali. Kemijska formula je C2H5NO2. Glede na njene lastnosti je snov označena z R/S stavki: R10- R20, R22. V stiku ali mešanici z amini, koncentriranimi kislinami ali raztopinami hidroksidov se nevarnost eksplozije poveča.

## Ukrepi za prvo pomoč
Splošno
Izpostavljenost nevarni snovi ima lahko kasnejše posledice, zato je nujno, da je medicinsko osebje seznanjeno z nevarnostjo in treba je zagotoviti uporabo ustrezne varovalne opreme.
Vdihovanje
Ob vdihovanju nevarne snovi je treba premakniti ponesrečenca na svež zrak, če ponesrečenec ne diha mu nudimo umetno dihanje. Če je dihanje oteženo je treba uporabiti kisik. Ponesrečencu je treba odstraniti kontaminirano obleko in obutev ter jo izolirati.
Stik s kožo in očmi
V primeru stika s snovjo takoj izpirajte kožo ali oči s tekočo vodo najmanj 20 minut. Kožo umivamo z milom in vodo. Poškodovanca pokrijemo in pustimo počivati.

## Ukrepi ob požaru
Posebne nevarnosti
Pri požaru ali segrevanju lahko pride do eksplozijskega do razkroja, pri čemer nastajajo zelo strupeni nitrozni plini.
Primerna sredstva za gašenje
Ker ima nitroetan zelo nizko temperaturo vrelišča je uporaba razpršene vode za gašenje požara dejansko slabo učinkovita, pa vendar je za večje požare to skoraj edini način gašenja. Zelo priporočljivo je hladiti kontejner (cisterno) z velikimi količinami vode, tudi potem, ko ne gori več. Nikakor pa ni dovoljeno uporabljati polnega vodnega curka. V poštev pride tudi alkoholno obstojna pena.
Posebna zaščitna oprema za gasilce
Uporabite izolirni dihalni aparat (IDA). Gasilska zaščitna obleka je priporočljiva samo v primeru požara; ta je neučinkovita v drugih situacijah.

## Ukrepi ob nezgodnih izpustih
Previdnostni ukrepi, ki se nanašajo na ljudi
V primeru iztekanja nevarne snovi je treba takoj izolirati področje 50 m v vseh smereh. Evakuirati moramo ljudi v razdalji 300 metrov v vseh smereh. Nepooblaščenim osebam je prepovedano približevanje. Pred vstopom je nujno prezračiti prostore, ki so bili izpostavljeni nevarni snovi.
V primeru požara železniškega vagona, cisterne ali priklopnika, izolirati področje 800 m v vseh smereh; prav tako evakuirajte ljudi v polmeru 800 m in izvesti ukrepe varovanja ter reševanja.
Ekološki zaščitni ukrepi
Če je le možno zaustavimo iztekanje. Preprečitmo iztekanje v površinske vode, kanalizacijo in v podtalnico. V primeru večjega razlitja obvezno obvestitimo pristojne organe.

## Ravnanje z nevarno snovjo/pripravkom in skladiščenje
Ravnanje
Nitroetan je nevarna snov, ki je lahko vnetljiva in zdravju škodljiva tekočina. V zraku lahko tvori eksplozivno mešanico hlapov, zato je potrebna previdnost pri rokovanju s snovjo in prostori morajo biti primerno grajeni (prezračevanje, izsesavanje iz spodnjih delov prostora, tla morajo biti odporna na topila, prostori morjo imeti možnost izpiranja tal). Zagotovljeni morajo biti ukrepi za varstvo pred statično elektriko, povišanimi temperaturami, odprtim ognjem ter virom iskrenja. V bližini je treba imeti razpoložljivo vodo, po možnosti tuš in kopeli za oči. Par ali meglic proizvoda ne smemo vdihovati. Pri polnjenju in praznjenju preprečimo prosti pad in brizganje. Črpalke morajo biti v eksplozijsko varni izvedbi. Razlito tekočino posesamo z univerzalnim vezavnim sredstvom (ekspandirana sljuda, suha zemlja, pesek, itd.) ter jo predamo na mesto za nevtralizacijo. Prepovedano je jesti, piti in hraniti živila v delovnih prostorih. Kontaminirano obleko je treba takoj zamenjati. Po delu si umijemo roke z milom in vodo. Obvezno je predhodno in periodično poučevanje delavcev.
Skladiščenje
Posode hranimo tesno zaprte v dobro zračenem prostoru, ločeno od snovi, s katerimi lahko nevarno reagira.

## Nadzor nad izpostavljenostjo/varnost in zdravje pri delu
V zaprtih prostorih moramo poskrbeti za zadostno ventilacijo. Po delu si umijemo roke z milom in vodo, uporabljamo proti ognju varno zaščitno obleko, zaščitne rokavice, tesno prilegajoča se zaščitna očala, po potrebi zaščitimo dihala z zaščitno masko in pri koncentracijah nad 1 vol.% uporabljamo izolacijski aparat. Odstraniti moramo vse vire vžiga ter zagotoviti odvajanje statične elektrike in preprečiti možnost iskrenja.

## Fizikalne in kemijske lastnosti
Snov ima plamenišče pri 28 °C, vrelišče pri 112 °C in tališče pri -89 °C.

## Toksikološki podatki
Pri človeku draži sluznico in je rakotvorna.

## Ekotoksikološki podatki
Snov je strupena za ribe. Širjenje požara lahko povzroči onesnaženje okolja.

## Odstranjevanje
Razlito tekočino zajezimo in jo prečrpamo v posode, ki jih nato zaprte prepeljemo na varno mesto za nevtralizacijo. Morebitne ostanke prekrijemo z negorljivim materialom (suha zemlja, pesek, mleti apnenec, sljuda,...)